# 1917 en Finlande
Chronologie de la Finlande
- 1913
- 1914
- 1915
- 1916
- 1917
- 1918
- 1919
- 1920
- 1921

Cette page concerne les évènements survenus en 1917 en Finlande  :

## Évènement
- Abolition de la peine de mort en Finlande (en)
- printemps : Loi sur le pouvoir du gouvernement ou Lex Tulenheimo (en)
- 1er-2 octobre : Élection parlementaire finlandaise (en)
- 6 décembre : Déclaration d'indépendance finlandaise

## Création
- Association de la jeunesse de la Ligue des travailleurs (en)
- Confédération des salariés (en)
- Garde blanche
- Helsingin Palloseura (club de football)
- Jour de l'indépendance de la Finlande
- Kainuun Sanomat, journal
- Karjalan Maa (en), journal
- Kerberos (magazine) (en)
- Keskipohjanmaa, journal
- Premier ministre de Finlande (Pehr Evind Svinhufvud)
- Société de généalogie de Finlande (en)
- Union des musiciens finlandais (en)(syndicat professionnel)

## Naissance
- Asta Backman, actrice.
- Vivica Bandler, metteuse en scène et directrice de théâtre.
- Maija-Liisa Heini (fi), journaliste.
- Reino Koivula (fi), architecte.
- Tii Niemelä (fi), chanteuse.
- Pauli Sarkkula (fi), joueur de basket-ball.
- Kaarina Tarkka (fi), sculptrice.

## Décès
- Fredrik Aalto (fi), écrivain.
- Alfred Kordelin, homme d'affaires et mécène.
- Johan Petter Norrlin, botaniste.
- Gustaf Nyström, architecte.
- Thorsten Waenerberg (fi), peintre.
- Julia Widgrén, photographe.
- Yrjö Koskinen Yrjö-Koskinen, personnalité politique.